# フリードリヒ・ヴィルヘルム3世 (シュレースヴィヒ＝ホルシュタイン＝ゾンダーブルク＝ベック公)
フリードリヒ・ヴィルヘルム3世（Friedrich Wilhelm III. von Schleswig-Holstein-Sonderburg-Beck, 1723年11月4日 - 1757年5月6日）は、シュレースヴィヒ＝ホルシュタイン＝ゾンダーブルク＝ベック家の第6代公爵（在位：1749年 - 1757年）。プロイセン王国の軍人。

## 生涯
シュレースヴィヒ＝ホルシュタイン＝ゾンダーブルク＝ベック公フリードリヒ・ヴィルヘルム2世と、その2番目の妻でクリストフ・ツー・ドーナ＝シュロディエン城伯の娘であるウルズラ・アンナの間の長男。1749年父の死で家督を継ぐ。ブランデンブルク・アン・デア・ハーフェル郡長官、赤鷲勲章受章者、プロイセン軍の陸軍大佐でアルト・ヴュルテンベルク軽歩兵連隊（後のアルトプロイセン第46歩兵連隊）の連隊長であった。1757年七年戦争中のプラハの戦いで戦死。未婚で子もいなかった。